# Елисеев, Владимир Григорьевич (учёный)
Владимир Григорьевич Елисеев (1899—1966) — советский учёный — гистолог, цитолог и эмбриолог, доктор медицинских наук (1939), профессор, подполковник медицинской службы.

## Биография
Родился 25 июля 1899 года.
Впервые был призван на службу в РККА в сентябре 1920 года. С 1934 года — профессор, заведующий кафедрой гистологии Омского медицинского института (ОМИ, ныне Омский государственный медицинский университет). В 1938 году состоялась защита его докторской диссертации «Экспериментально-гистологическое изучение соединительной ткани белой крысы при авитаминозах и при отравлении бензолом», которая была утверждена ВАК СССР 23 июня 1939 года. Участник Великой Отечественной войны: в 1941—1942 годах был начальником эвакогоспиталя № 2480 в городе Омске, военврач I-го ранга.
По 1952 год являлся заведующим кафедрой гистологии (1934—1952), деканом санитарно-гигиенического (1938—1941) и педиатрического (1941—1950) факультетов Омского медицинского института.
В 1952—1965 годах Владимир Григорьевич — заведующий кафедрой гистологии 1-го ММИ (ныне Первый Московский государственный медицинский университет имени И. М. Сеченова) и одновременно руководитель организованной им кафедры гистологии и эмбриологии Университета дружбы народов им. П. Лумумбы (ныне Российский университет дружбы народов).
Являлся членом Высшей аттестационной комиссии СССР и Президиума Учёного совета Минздрава РСФСР, а также председателем международного номенклатурного комитета анатомов. Под общей редакцией В. Г. Елисеева и при его участии были созданы основные учебные пособия. Награждён орденом Трудового Красного Знамени и медалями, в числе которых «За победу над Германией в Великой Отечественной войне 1941—1945 гг.». Заслуженный деятель науки РСФСР (1964).
Умер 9 сентября 1966 года в Москве. Похоронен на Новодевичьем кладбище, колумбарий № 128.